# Jerry, Jerry, Quite Contrary
Jerry, Jerry, Quite Contrary este un desen animat Tom și Jerry din 1966 produs și regizat de Chuck Jones. Titlul este o referință la polurara pepinieră rimă, "Mary, Mary, Quite Contrary".

## Sinonim
Jerry încearcă să-i facă rău lui Tom, în somn. Jerry își dă seama de asta, și încearcă să rămână treaz, dar nu poate, iar oriunde merge Tom, merge și el. Acest desen animat este destul de simplu, care implică diverse antichități cu care Jerry (în timp ce are somnambulism), îl rănește în timpul somnului fără să stea treaz. Tom încearcă să se bucure de somnul de frumusețe în timpul orelor târzii.
01:59: Jerry iese din gaură dormind și-l trage de mustăți pe Tom astfel încât să se alinieze pe o parte a feței sale. Tom se trezește în nedumerire și își împinge înapoi mustățile. El îl vede pe Jerry și se ghemuiește furios în fața șoarecelui atingându-l cu un deget. Jerry îi dă un pumn în maxilar acoperindu-i buzele și fața lui Tom. Jerry râde de el și pleacă. Tom pocnește dintr-un deget în sus și Jerry se trezește. Acesta își întoarce capul încet iar Tom îl răstoarnă într-un cerc "hipnotic" și astfel se rotește neîncetat ca o roată pentru excerciții. Tom apoi îl lovește cu un tac de biliard direct către gaura lui. Jerry apoi se trezește lovit de perete și ridică umerii pentru că nu știe ce s-a întâmplat.
2:25 AM: Jerry iese și trage coada lui Tom, astfel aceasta se transformă în umbrelă. Tom se trezește, și își pliază coada pe spate în sus, și începe să alerge după Jerry, dar coada lui se desfășoară din nou în umbrelă. Jerry râde cu aceelași ton de sunet banal al voci de mai devreme și se trezește pentru a doua oară. Tom îl ridică furios și-l leagă cu o sfoară. Tom desfășoară șirul și Jerry este aruncat în jurul camerei ca un titirez, care cade peste picioare scaunului și peste pereți într-un mod similar cu celălalt, iar apoi cade în gaura sa complet epuizat.